# Генадий Сухих
Генадий Тихонович Сухих (роден на 4 май 1947 г., Чкалов, Чкаловска област) е съветски и руски патофизиолог, доктор на медицинските науки (1985), професор (1992), заслужил деятел на науката на Руската федерация (2008), академик на Руската академия на науките (2013), Руската академия на медицинските науки (2005 г., член-кор. от 1997 г.). Лауреат на Държавната награда на Руската федерация в областта на науката и технологиите (2022 г.).

## Биография
Роден в семейството на Тихон Иванович Сухих (1908 – 1978) и Олга Василиевна (р. 1921 г.).
Завършва с отличие Оренбургския държавен медицински институт (1974 г.). След завършване на следдипломната си квалификация работи като асистент в катедра, старши научен сътрудник и ръководител на лабораторията в Алма матер. През 1974 г. той защитава дисертация за степента кандидат на медицинските науки на тема „Индивидуални различия и модели на анатомичната структура на екстрамедуларните вени на гръбначния мозък“ . През 1985 г. защитава докторска дисертация. От 1986 г. ръководи лабораторията по клинична имунология. Получава званието професор през 1993 г. През 1997 г. е избран за член-кореспондент на Руската академия на медицинските науки, а през 2005 г. за академик на Руската академия на медицинските науки. От 2013 г. е академик на Руската академия на науките.
През март 2007 г. Сухих оглавява Научния център по акушерство, гинекология и перинатология, федерална институция, която определя стратегията за развитие на акушерството, гинекологията и неонатологичната помощ в Руската федерация. Под негово ръководство Центърът претърпява мащабна модернизация: откриват се Федерални перинатални и клинични диагностични центрове, нови отделения и лаборатории, въвеждат се иновативни технологии за лечение на репродуктивни нарушения, съвременни методи на молекулярна и клетъчна биология, позволяващи ранно прогнозиране и диагностика на развитието на патологични състояния по време на бременност, раждане и неонаталния период.
Сухих е ръководител на катедрата по акушерство, гинекология, перинатология и репродуктология, Институт за следдипломно образование, Федерална държавна бюджетна образователна институция за висше образование, Първи Московски държавен медицински университет, кръстен на Иван Сеченов от Министерството на здравеопазването на Руската федерация, член на бюрото на отдела по медицински науки на Руската академия на науките, член на Президиума на Висшата атестационна комисия към Министерството на образованието и науката на Русия, член на Експертния съвет на Министерството на здравеопазването на Руската федерация по защита на майчинството и детството и мониторинг на смъртността на майките и децата, ръководи Експертния съвет по акушерство и гинекология на Руската академия на науките, и е вицепрезидент на Руското дружество на акушер-гинеколозите, главен редактор на списанията „Акушерство и гинекология“, „Клетъчни технологии в биологията и медицината“, член на редакционната колегия на списание „Doctor.Ru“. Той е член на редакционната колегия на Първи медицински канал. Член на Европейската асоциация по имунология на репродукцията и развитието (EAIR).
Съпруга – Валерия Олеговна Сухих, кандидат на медицинските науки. Деца: Наталия (р. 1972), Юлия (р. 1978), Александър (р. 1981).

## Научна дейност
Научните изследвания на Сухих засягат широк спектър от приоритетни области на съвременната репродуктивна медицина и биология. Един от първите в Русия Сухих започва изследване на имунобиологичните характеристики на различни човешки ембрионални и фетални стволови клетки, включително методи за тяхното култивиране и дългосрочно съхранение. Основната цел на тези изследвания е разработването на принципно нови технологии, насочени към възстановяване на загубените функции, стимулиране на регенерацията и увеличаване на продължителността и качеството на живот. Методът за получаване на „клетъчна трансплантация от фетална тъкан“, разработен от него, и практиката на „фетална терапия“ са критикувани като етично неприемливи и научно необосновани.
През последните години научните интереси на Сухих обхващат широк спектър от проблеми на организацията на здравеопазването и медицинската наука, перинаталната медицина, репродуктивната медицина и молекулярната биология. Изследванията, проведени под негово ръководство в областта на защитата на репродуктивното здраве на населението на Русия, позволяват да се оптимизира лечението на хронични заболявания при жените и мъжете, да се разработят начини за предотвратяване на ранна загуба на бременност, да се идентифицира ролята на молекулярните маркери при прогнозиране на усложненията на гестационния процес и да се определят характеристиките на хода на бременността при жени с тежка екстрагенитална патология.
Академик Генадий Сухих създава голяма научна школа, чиито представители в своите изследвания се стремят да съчетаят фундаменталния характер на научните изследвания и клиничната им насоченост в приоритетни области: акушерство и гинекология, имунология на репродукцията, клетъчна биология.
Под ръководството на Сухих са завършени и защитени 70 кандидатски и 18 докторски дисертации. Автор е на повече от 940 публикации, включително над 300 през последните пет години. За поредицата от произведения „Молекулярни и биологични механизми на безплодие и спонтанен аборт. Подобряване на качеството на репродуктивното здраве на семейството“ (2004 – 2009) Сухих е удостоен с наградата на името на Владимир Снегирьов за най-добра работа в областта на акушерството и гинекологията.